# Дадзайфу Тэммангу
Дадзайфу Тэммангу (яп. 大宰府天満宫) — синтоистское святилище, расположенное в Дадзайфу, префектура Фукуока, Япония.

## История и мифология
В храме поклоняются Тэндзину — божеству науки, поэзии и каллиграфии в синтоизме, в качестве которого почитается Сугавара-но Митидзанэ, учёный и поэт IX века. Сугавара (845—903), занимавший вторую по значимости в государстве должность правого министра, был отстранён от неё в результате интриг соперников и отослан в Дадзайфу на острове Кюсю. Недолго прослужив там временным управителем, в 903 году он скончался.
Согласно легенде, Сугавара был похоронен на том месте, где остановился бык, тянувший повозку с его телом. В 905 году его ученик Умасакэ но Ясуюки возвёл там небольшую кумирню. Произошедшие вскоре несчастья в Киото были приписаны мести разгневанного духа Сугавара-но Митидзанэ. Для его умиротворения двор оказал ему всяческие милости, и его духу стали поклоняться в храме в Дадзайфу и в Китано-Тэммангу в Киото. Со временем образ гневного духа трансформировался в божество науки Тэндзина.
С 1871 по 1946 год святилище было официально причислено к кампэй тюся (яп. 官幣中社 средние императорские храмы) — второй по старшинству категории поддерживаемых государством святилищ.

## Архитектура и храмовая территория

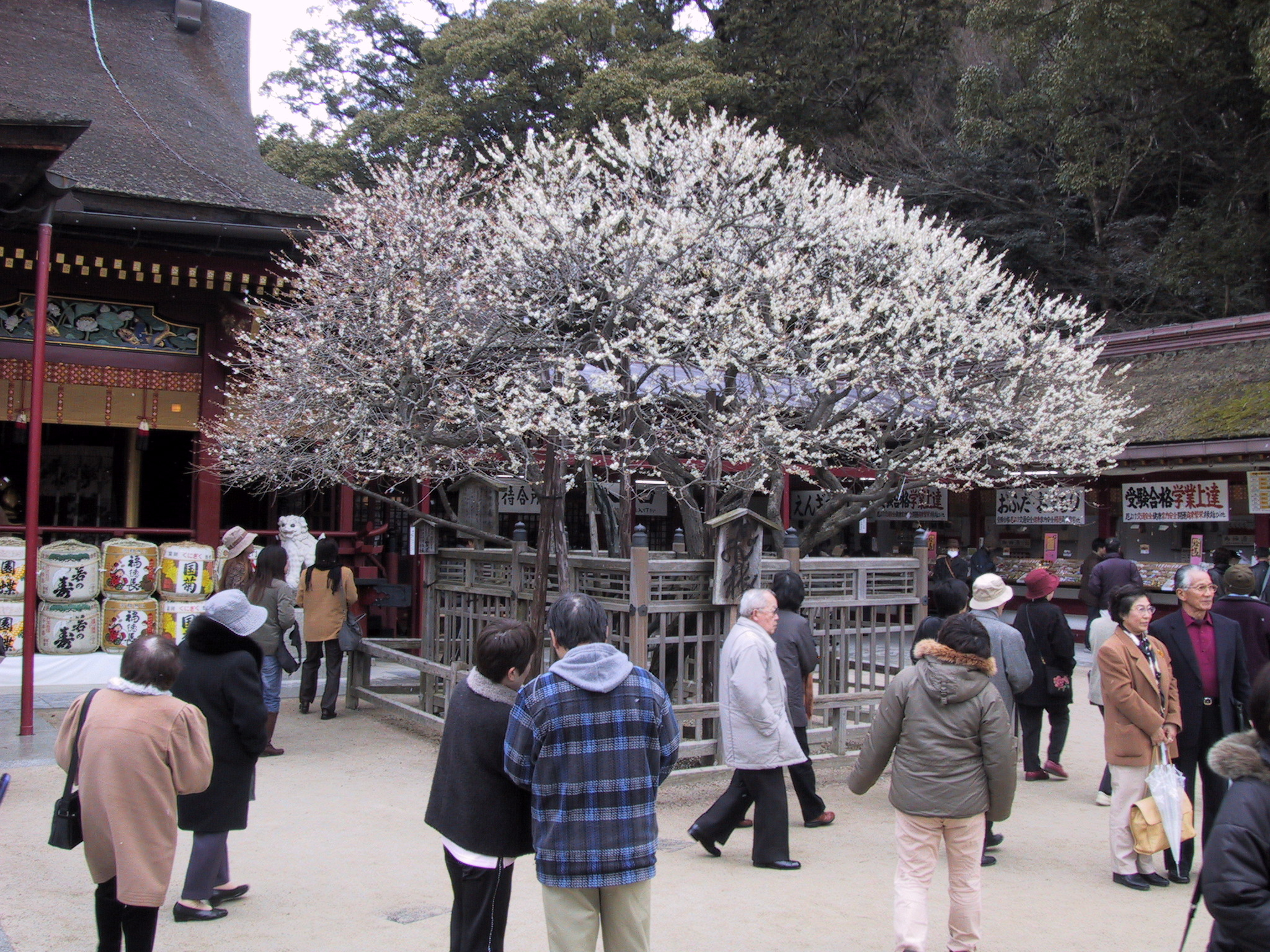
Тобиумэ («летающая слива»)

Святилище расположено на поросшей лесом территории площадью около 12 км². Также в храме растут сосны, камфоровые деревья и около 6000 сливовых деревьев 197 сортов. Во внутреннем дворе, справа перед фасадом, растёт сливовое дерево, называемое тобиумэ (яп. 飛梅 «летающая слива»). По легенде, оно было любимым деревом Сугавары и, когда того сослали на Кюсю, так скучало по нему, что перелетело к нему из Киото.
Первые тории храма расположены у городского вокзала. Вход на храмовую территорию отмечают три гранитных тории, расположенные вплотную друг к другу. Оттуда сандо (храмовая тропа) проходит мимо пруда, заросшего ирисами, и пересекает пруд синдзи-икэ («пруд сердца»), имеющий форму иероглифа «сердце» (яп. 心), по двум изогнутым мостикам тайкобаси (яп. 太鼓橋, «барабанный мост»), сиволизирующие жизненные трудности.
Далее сандо ведёт через пятипролётные ворота ромон, рядом с которыми расположена тэмидзуя.
Нынешний хондэн (главное здание) был построен в 1591 году и характерен для архитектуры периода Адзути-Момояма (1574—1600).
Стиль хондэна напоминает нагарэ-дзукури, но на стороне, параллельной коньку, расположен дополнительный щипец в стиле карахафу. Хондэн соединён с хайдэном подобно храмам в стиле гонгэн-дзукури, но в Дадзайфу Тэммангу они объединены под одной крытой кипарисом крышей, что указывает на буддистское влияние. Внутренний двор полностью окружён коридором кайро, соединяющим хондэн и ромон.
Кроме того, на территории святилища расположен музей, посвящённый его истории и личности Сугавара-но Митидзанэ, и несколько небольших святилищ, важнейшими из которых являются Накасима-дзиндзя и Тэнкай-Инари-дзиндзя. В непосредственной близости от святилища расположен буддийский храм Комёдзи, с которым связана легенда о том, как Сугавара отправился в Китай и там изучал дзэн.

## Мацури и ритуалы

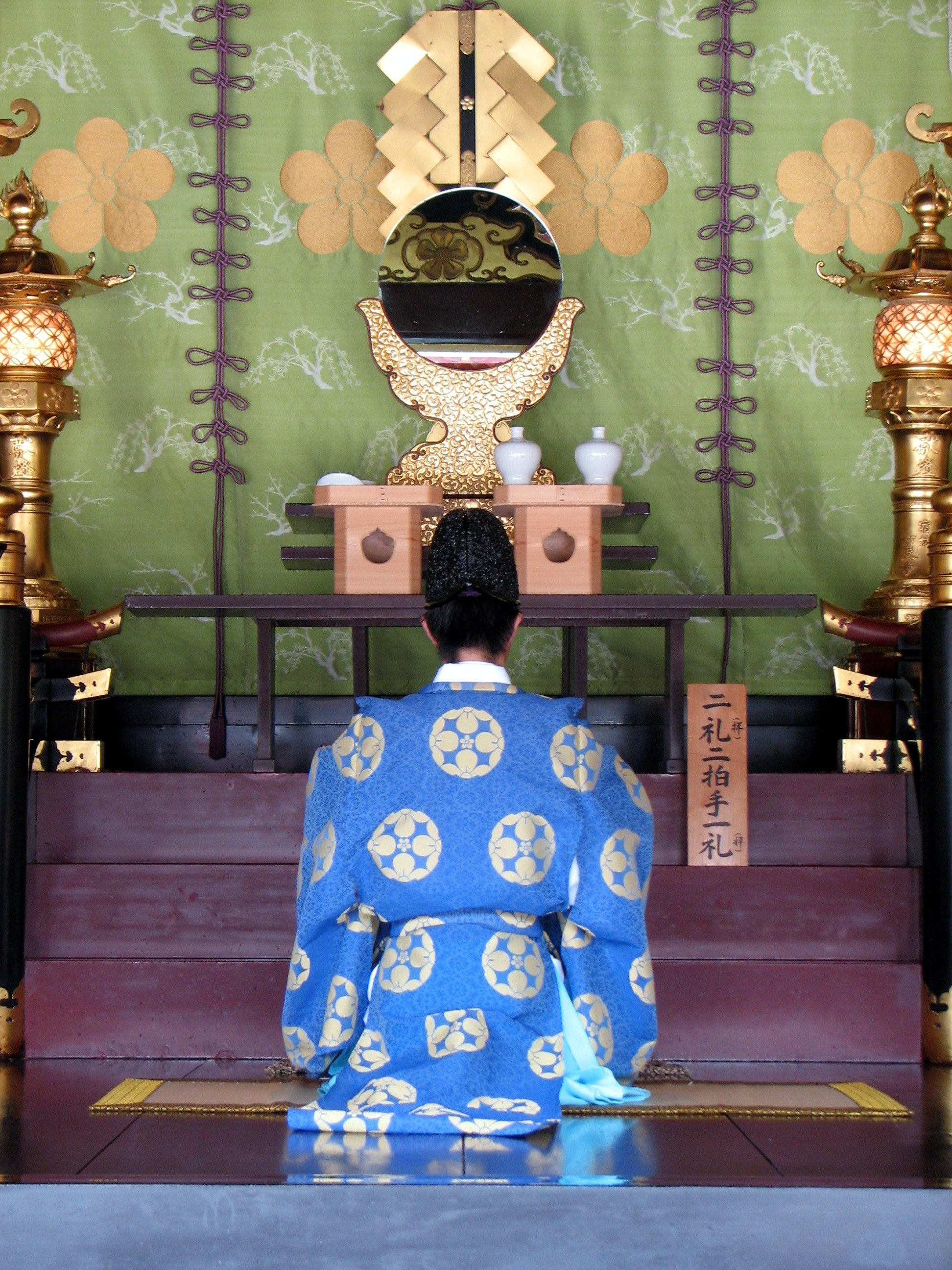
Каннуси перед священным зеркалом в храме

В храме отмечают несколько мацури (синтоистских праздников). 7 января проводится праздник усокаэ («обмен снегирей», название которого основано на омофоничности японских слов «снегирь» (яп. 鷽 усо) и «ложь» (яп. 嘘 усо). На празднике принято покупать деревянную фигурку снегиря и рассказывать ему о своих бедах, о которых снегирь «лжёт», обращая их в счастье. В тот же день проводится ритуал онисубэ — «изгнание чертей» с помощью огня.
Кёкусуй-но эн — возрождённое праздненство эпохи Хэйан — включает в себя сочинение стихов вака поэтами в хэйанских костюмах. Стихотворение должно быть готово к тому моменту, как до поэта доплывёт пущенная по ручью чарка сакэ. На том же празднике исполняется «танец летающей сливы».
Главный храмовый праздник проводится 21-25 сентября. На праздник местные жители, одетые в старинные костюмы, проносят по городу микоси (божественный паланкин). Кульминация праздника — ритаульные танцы кагура, испоняемые вечером 25 сентября при свете тысяч свечей.
Так как Тэндзин является божеством учёности, 18 октября, перед началом второго семестра в японских учебных заведениях, в храме проводится моление за успех на экзаменах для всех, посетивших храм в этом месяце.
Больше всего посетителей приходят в храм на новый год (хацумодэ) и в конце февраля, когда расцветает слива.